# Sutra Diamentowa

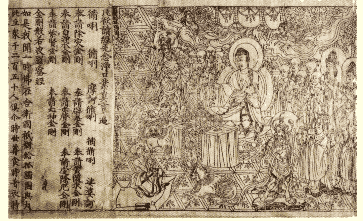
Strona Diamentowej Sutry

Diamentowa Sutra (sansk.: वज्रच्छेदिका प्रज्ञापारमितासूत्र Vajracchedika Prajñāpāramitā Sūtra, chiń.: 金剛般若波羅蜜多經, pinyin: Jingang bore boluomi jing (lub w skrócie jingang jing 金剛經); kor.: kŭmgang panya paramil kyŏng (w skrócie kŭmgang kyŏng); jap.: kongō-hannya-haramitsu-kyō (w skrócie kongō-kyō); wiet. Kim cương bát-nhã-ba-la-mật-đa kinh (w skrócie Kim cương kinh) Szlachetna Sutra Wielkiej Drogi pod nazwą ‘Doskonałość Mądrości Tnąca jak Diament, Sutra Diamentowego Ostrza) – sutra należąca do zbioru Sutr Doskonałości Mądrości, popularna w krajach, które pielęgnują tradycję mahajany.

## Znaczenie tytułu
Vajracchedika Prajñāpāramitā Sūtra dosłownie znaczy:
Vajracchedika – Diamentowe Ostrze
Prajñāpāramitā – Mądrość Wiodąca Na Drugą Stronę
prajñā oznacza „Mądrość”.
pāramitā oznacza „osiągnięcie drugiego brzegu” (czyli nirwany).
Sūtra – aforyzm, mądrość wyrażona w zwięzły sposób; w buddyzmie sutry zawierają spisane nauki Buddy

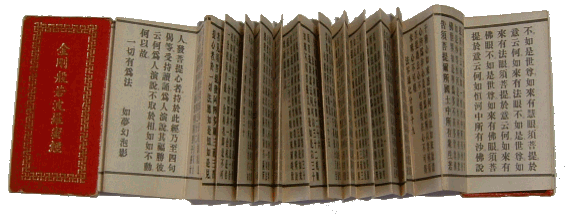
Chińskie wydanie Sutry Diamentowej

Diamentowe Ostrze odcina ignorancję, głupotę i błędne poglądy, by doprowadzić na drugi brzeg oświecenia. Odcina złudne pojęcie ja.

## Tłumaczenia
- Jako  Nengduan jingang fen. Tłumacz, data tłumaczenia nieznana, jednak jest to identyczne tłumaczenie z tekstem Xuanzanga. T 220(9); K 1(9)
- Jako Jingang banruo boluomi jing. Tłumacz – Kumaradżiwa w 401 r. w Ogrodzie Xiaoyao w Chang’anie. 1 zwój. T 235; K 13
- Jako Jingang banruo boluomi jing. Tłumacz – Bodhiruci w 509 r. w Luoyangu. 1 zwój. T 236; K 14
- Jako Jingang banruo boluomi jing. Tłumacz – Paramārtha pomiędzy 558 a 569 r. w klasztorze Zhizhi w Guangzhou. 1 zwój. T 237; K 15
- Jako Nengduan jingang banruo boluomitou jing. Tłumacz – Xuanzang w 648 r. lub pomiędzy 650 a 655 r. w klasztorze Daci’en w Xijing. 1 zwój. T 220(9); K 16
- Jako Nengduan jingang banruo boluomitou jing. Tłumacz – Yijing w 703 r. klasztorze Ximing. 1 zwój. T 239; K 17